# Постатейный бюджет
Постатейный бюджет (построчный бюджет, англ. line-item budget) — бюджет, который имеет жесткое ограничение суммы по каждой отдельной статье расходов без возможности переноса в другую статью. Таким образом, если запланировано потратить не более какой-либо суммы на комплектующие, то более этой суммы тратить нельзя, даже если предприятие сэкономило по статье материалы.

## Определение
Английский профессор Колин Друри определяет построчный бюджет как бюджет, который имеет жесткое ограничение суммы по каждой отдельной статье расходов без возможности переноса в другую статью .

## Критика
В построчном бюджете расходы описываются очень подробно, однако самим видам деятельности внимания уделяется мало. Бюджет показывает характер расходов, но не их предназначение.